# Powiat kowieński (I Rzeczpospolita)

Powiat kowieński na tle Wielkiego Księstwa Litewskiego I Rzeczypospolitej

Powiat kowieński – jednostka terytorialna województwa trockiego Wielkiego Księstwa Litewskiego w 1413 roku i Rzeczypospolitej Obojga Narodów ze stolicą w Kownie.
W obrębie powiatu kowieńskiego istniały starostwa: birsztańskie, preńskie, wiłkowyskie, dorsuńskie, wisztynieckie i inne królewszczyzny. 
Ustawą z 24 marca 1791 roku Rozkład województw, ziem i powiatów z oznaczeniem miast, a w nich miejsc konstytucyjnych dla sejmików w prowincjach koronnych i w W.X. Litewskim. Prawo w 1791 uchwalone, przez Sejm Czteroletni powiat kowieński podzielono na dwa powiaty: kowieński i preński.

## Wzmianka słownikowa z 1882 roku
Powiat kowieński dawny, graniczył na północ z powiatem upitskim, na wschód miał powiaty: wiłkomirski i trocki, od południa grodzieński i trocki, na zachód dotykał granicy pruskiej, graniczył z częścią zaniemeńską powiatu rosieńskiego, i dalej po prawej stronie Niemna z tymże powiatem, korytem rzeki Niewiaży oddzielającej Litwę wyższą od niższej, czyli Żmudzi, aż do granicy powiatu upitskiego pod Surwiliszkami. Pod względem ważności historycznej nie ustępował w niczym powiatowi trockiemu (...)..